# Перхлорат празеодима
Перхлорат празеодима — неорганическое соединение,
соль празеодима и хлорной кислоты
с формулой Pr(ClO4)3,
зелёные кристаллы,
растворяется в воде,
образует кристаллогидраты.

## Физические свойства
Перхлорат празеодима образует зелёные гигроскопические кристаллы.
Растворяется в воде и этаноле.
Образует кристаллогидрат состава Pr(ClO4)3•6H2O, который разлагается при 200°С.